# Річард Дівер
Річард Дівер (англ. Richard Deaver, 7 лютого 1931) — американський яхтсмен.
Бронзовий призер Олімпійських Ігор 1964 року в класі Дракон.